# O assassino de prostitutas de Denver
O Assassino de prostitutas de Denver é o apelido de um assassino em série americano não identificado, responsável pela morte de pelo menos 17 mulheres e meninas em Denver e proximidades entre 1975 e 1995. As mortes foram agrupadas apenas em 2008 - até então, cada crime era considerado como de autoria de pessoas diferentes.

## Assassinatos
O assassino escolhia jovens e mulheres entre os 15 e 25 anos, a maioria foi dada como desaparecida em diferentes áreas de Denver e depois encontradas mortas. O padrão identificado era que todas pediam carona, iam a bares e restaurantes de fast food, e a maioria delas estava envolvida com prostituição. As vítimas foram espancadas e estranguladas, e os seus corpos foram desovados na área rural seguindo a pista interestadual 70 Alguns dos corpos foram encontrados em posições humilhantes. De acordo com investigadores, o assassino é responsável pelo assassinato de Karolyn Walker, de 18 anos, que desapareceu em 04 de julho de 1987, após se encontrar com o seu noivo. Depois de ser sequestrada, ela foi estuprada e estrangulada. Durante o curso das investigações, a policia não encontrou evidências ou testemunhas, apesar de haver indicativos de que Walker provavelmente resistiu a abdução, vez que fazia natação, ginástica e tinha uma força física considerável.
Outra vítima incluía a prostituta Kimberly Jean Grabin, de 17 anos, que foi estuprada e estrangulada em 18 de agosto de 1979, perto da interestadual 70. Stephanie Ann Bauman, de 15 anos, desapareceu em outubro de 1980 depois de pegar carona para casa. Seu corpo nu foi encontrado em uma ravina nas proximidades de Denver em 28 de outubro. Ela foi espancada e torturada, até ficar inconsciente. O agressor, então, a jogou da ravina, de onde Bauman tão logo faleceu de hipotermia, entre os arbustos do local. Donna Wayne, de 18 anos, desapareceu em 14 de julho de 1986, depois de ir até um bar com os seus amigos. Seu corpo foi encontrado um mês depois nas proximidades de Aurora.
Em todos os crimes, o assassino tinha o mesmo modus operandi, e é possível que ele cometeu sete assassinatos similares em Denver, cinco no Condado de Jefferson  e um no Condado de Larimer .

## Investigação
Tendo em vista que muitos dos corpos das vítimas foram encontrados em diversos estágios de decomposição, quaisquer digitais e/ou DNA do suspeito não puderam ser localizadas de forma ágil o suficiente, e, portanto, a identidade do assassino não foi descoberta até hoje. Um morador local, que tinha 30 anos no momento do primeiro assassinato e conhecia bem a vizinhança foi declarado como suspeito, porém, nunca foi formalmente acusado. Em duas oportunidades, a policia encontrou testemunhas que descreveram o criminoso como um homem branco de meia idade.
Em 2005, graças a resultados obtidos com impressão genética, Billy Edwin Reid, de 52 anos, foi preso e formalmente acusado pelas mortes de  was  Lannell Williams e Lisa Kelly em 1989. Reid foi condenado e sentenciado a prisão perpétua. Ele é suspeito de cometer diversos assassinatos, inclusive alguns que foram considerados como sendo do Assassino de Prostitutas de Denver, mas nenhuma evidência o incriminando foi encontrada.
Outro possível suspeito é Vincent Groves, um homem ligado a diversos assassinatos em Denver, 20 anos após a sua morte. De acordo com o Departamento de polícia de Denver, Groves poderia ter sido responsável por mais de 20 assassinatos de mulheres jovens e meninas na área, na mesma época que o Assassino de Prostitutas estava na ativa.